# تاريخ بديل

التاريخ البديل، (بالإنجليزية: Alternate history أو alternative history،(مطبعة جامعة أكسفورد، 2007), pp.4–5.
</ref>)‏ وتختصر أحيانا AH، هو صنف أدبي يحتوي على قصص تحدث فيها الأحداث التاريخية بشكل مختلف عن الواقع. وعادة ما تحتوي هذه القصص على سيناريوهات «ماذا لو» في نقاط حاسمة في التاريخ وتقدم نتيجة بديلة للسجل التاريخي. هذه القصص مبنية على التخمين، ولكن في بعض الأحيان تستند على حقائق علمية. ويمكن رؤية التاريخ البديل كفرع من الخيال الأدبي، أو الخيال العلمي، أو الأدب التاريخي؛ تستخدم مختلف أعمال التاريخ البديل استعارات من أي من هذه الأصناف أو من جميعها.
اندمج هذا النوع من الأدب منذ الخمسينات في عدة نواحي مع استعارات الخيال العلمي والتي تنطوي على السفر عبر الزمن بين التواريخ البديلة، والوعي النفسي بوجود عالم معين بين الناس من عالم آخر، أو السفر عبر الزمن الذي يؤدي لتقسيم التاريخ إلى مسارين زمنيين أو أكثر. أصبحت أفكار عبور الزمن، وانقسام الوقت وغيرها من موضوعات التاريخ البديل متشابكة بحيث من المستحيل التفريق بينها.
تستخدم معظم اللغات مصطلح يوكرونيا Uchronia. ويستند هذا التعبير الجديد على بادئة ου (وتعني في اليونانية القديمة «لا / ليس») وكلمة χρόνος اليونانية القديمة (كرونوس)، بمعنى «الوقت». وبهذا فإن يوكرونيا تعني حرفيا «لا وقت». وقد أوحى هذا المصطلح باسم قائمة كتب بعنوان يوكرونيا: قائمة التاريخ البديل.

## التعريف
يُعرّف التاريخ البديل في قاموس كولينز الإنجليزي بأنه «نوع من أنواع القصص الخيالية التي يخمن فيها الكاتب كيفية تغير مجرى التاريخ فيما لو تغيرت نتيجة حدث تاريخي معين». يتطلب التاريخ البديل، وفقًا لمحرر قصص الخيال العلمي الأمريكي ستيفين إتش. سيلفر، ثلاثة أشياء: نقطة انحراف عن تاريخ عالمنا في زمن سابق للزمن الذي يكتب فيه المؤلف، وتغييرًا يُبدل مجرى التاريخ الذي نعرفه الآن، ودراسة لتداعيات هذا التغيير.
أُخطئ في تعريف العديد من الأساليب الخيالية كتاريخ بديل. لا تُمثل قصص الخيال العلمي القائمة على ما كان المستقبل لكنه الماضي الآن نوعًا من التاريخ البديل؛ لأن المؤلف لم يختر تغيير الماضي في وقت كتابته للنص، مثل رواية 2001: أوديسة الفضاء للمؤلف البريطاني آرثر سي كلارك ورواية 1984 للروائي جورج أورويل. يوثق التاريخ السري، الذي قد يأخذ صيغة خيالية أو غير خيالة، أحداثًا قد حدثت أو لم تحدث في التاريخ دون أن يكون لها تأثير على المحصلة النهائية للتاريخ، لذا يجب عدم الخلط بينه وبين التاريخ البديل.
يتصل التاريخ البديل بتاريخ الواقع المضاد لكنه مختلف عنه. يستخدم بعض المؤرخين المحترفين هذا المصطلح لوصف ممارسة استخدام تخمينات مبحوثة بدقة ومدروسة بعناية عن «ما الذي كان سيحدث فيما لو...» كأداة للبحث التاريخي الأكاديمي، خلافًا لطريقة الكتابة الأدبية.

## التاريخ الأدبي

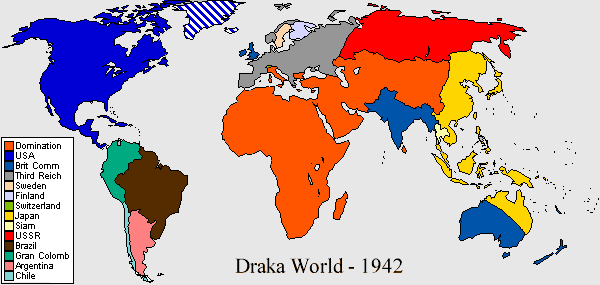
خريطة العالم دراكافيرس 1942

### العصور القديمة والوسطى
يوجد المثال الأقدم للتاريخ البديل (أو تاريخ الواقع المضاد) في كتاب التاريخ منذ تأسيس المدينة للمؤرخ الروماني الشهير تيتوس ليفيوس (الكتاب التاسع، الأقسام 17-19). تصور ليفيوس مسارًا تاريخيًا بديلًا للقرن الرابع قبل الميلاد متضمنًا نجاة الإسكندر الأكبر وتنفيذه لخطته التي نصت على مهاجمة أوروبا، وذلك بسؤاله: «ما الذي كانت ستجنيه روما في حالة خوضها لحرب مع الإسكندر؟». توصل ليفيوس إلى نتيجة تقضي بهزيمة الرومان للإسكندر في حالة حصول هذه الحرب.

افتُرض مثال آخر لتاريخ الواقع المضاد من قبل الكاردينال والملفان بيتر داميان في القرن الحادي عشر. يتعامل داميان في عمله المشهور السلطة الإلهية المطلقة، وهي رسالة طويلة يناقش فيها السلطة المطلقة لله، مع أسئلة متعلقة بحدود القوة الإلهية، ومن ضمنها الأسئلة المتعلقة بقدرة الله على تغيير الماضي، على سبيل المثال، افتراض عدم وجود روما مطلقًا: 
أرى أن من واجبي الاستجابة لاعتراضات العديد من الناس حول موضوع هذا النزاع، وذلك بالاستناد إلى حكم قداستكم «الشخصي». إنهم يقولون: إن كنت تدعي السلطة المطلقة لله في جميع الأشياء، فهل يُمكن له تدبر عدم خلق الأشياء التي خُلقت؟ يُمكن لله حتمًا تدمير جميع الأشياء المخلوقة، ونفي وجودها في الوقت الحالي. لكن لا يُمكن إدراك الكيفية التي تمكنه من إعدام وجود الأشياء التي خُلقت. للتأكد من هذا، يُمكن تخيل عدم وجود روما الآن وفي المستقبل؛ إذ يُمكن أن تُدمر. لكن لا يُمكن لأي أحد إدراك عدم إيجادها قبل فترة طويلة من الزمن...
فُصّل التاريخ البديل من قبل أحد الأعمال الخيالية المبكرة، وهي ملحمة رومانسية بعنوان تايرانت لو بلانش في 1490 للمؤلف جوان مارتور، التي كُتبت في وقت كانت ما تزال فيه خسارة القسطنطينية للأتراك ذكرى حديثة وأليمة لأوروبا المسيحية. تحكي هذه الملحمة قصة الفارس تايرانت الأبيض من منطقة بروتاني الفرنسية الذي سافر إلى البقايا المحاصرة من الإمبراطورية البيزنطية. يُصبح دوقًا كبيرًا وقائدًا لجيشها ويتمكن من صد الجيوش العثمانية الغازية التابعة للسلطان محمد الفاتح. يُنقذ المدينة من الغزو الإسلامي، ويُلاحق الأتراك في عمق أراضٍ احتلوها سابقًا.

### القرن التاسع عشر
يُعد كتاب تاريخ الملكية العالمية: نابليون وغزو العالم (1812-1832)(بالفرنسية: Histoire de la Monarchie universelle: Napoléon et la conquête du monde) للكاتب لويس جيفري من أوائل أعمال التاريخ البديل المنشورة بكميات كبيرة لاستقطاب جمهور كبير، يحكي الكتاب قصصًا خيالية عن انتصار الإمبراطورية الفرنسية الأولى لنابليون في الغزو الفرنسي لروسيا في 1811 وغزوًا لإنجلترا في 1814، وتوحيد العالم لاحقًا تحت حكم نابليون بونابرت.
تُعد القصة القصيرة «مراسلات بّي» للكاتب ناثانيال هاوثورن، المنشورة في 1845، أول عمل كامل للتاريخ البديل في اللغة الإنجليزية. تسرد هذه الرواية قصة رجل يُنظر إليه على انه «مجنون» بسبب امتلاكه لتصورات مختلفة متعلقة في سنة 1845، إذ يتصور واقعًا ما يزال فيه أناس ميتون منذ وقت طويل أحياء، أمثال الشعراء روبرت برنز ولورد بايرون وبيرسي بيش شيلي وجون كيتس والممثل إدموند كين والسياسي البريطاني جورج كانينغ وحتى نابليون بونابرت.
تُعد رواية أريستوبيا (1895) للروائي كاستيلو هولفور أول رواية معتمدة على التاريخ البديل. مثلت رواية أريستوبيا محاولة أخرى لوصف مجتمع تفاضلي، على الرغم من عدم امتلاكها لنفس النزعة القومية لكتاب نابليون وغزو العالم، 1812-1823. يكتشف المستوطنون الأوائل لفرجينيا شعبًا مرجانية مصنوعة من الذهب الصلد ويتمكنون على إثر هذا الاكتشاف من بناء مجتمع فاضل في أمريكا الشمالية.

### السفر عبر الزمن وسيلة لخلق انحرافات تاريخية
شهدت الفترة المحيطة بالحرب العالمية الثانية نشر رواية السفر عبر الزمن خشية سقوط الظلام للروائي إل. سبراغ دي كامب، التي يُسافر فيها أكاديمي أمريكي إلى إيطاليا خلال وقت غزو البيزنطينيين للقوط الشرقيين. تصف الرواية قيام مارتن بادوي -المسافر عبر الزمن- بإحداث تغييرات تاريخية دائمة تضمنت تكوين فرع زمني جديد، وهذا ما يجعل الرواية من أعمال التاريخ البديل.
حافظ السفر عبر الزمن على شعبيته كسبب لتكوين تاريخ بديل يمكن أن يشير إلى تشعب خط زمني تاريخي أو استبدال بسيط للمستقبل الموجود قبل السفر عبر الزمن. يعيش بطل رواية أحضر اليوبيل في تاريخ بديل فازت فيه الكونفيدرالية بالحرب الأهلية الأمريكية؛ إذ يعود بالزمن إلى الوراء، ويحقق انتصارًا لصالح الاتحاد في معركة غيتيسبيرغ.
تُستخدم آلية «دورية الوقت» عادة عندما تؤدي افتراضات قصة ما حول طبيعة الوقت إلى استبدال تام للمستقبل الذي تمت زيارته بدلًا من خلق مسار زمني إضافي فقط، ويُلاحظ هذا في مجموعة القصص المصورة «دورية الوقت» لبول أنديرسون، إذ يسافر فيها الحراس صعودًا ونزولًا في الزمن للحفاظ على التاريخ «الصحيح». تتسبب تدخلات المجرمين المسافرين عبر الزمن بفوز قرطاج في الحرب البونيقية الثانية وتدمير روما مع حصول تداعيات هائلة يستمر أثرها إلى الوقت الحالي.
تُعد رواية صناعة التاريخ للروائي ستيفن فراي من الأمثلة الحديثة للتاريخ البديل، مصورةً استخدام آلة للزمن لتغيير التاريخ بطريقة تمنع ولادة أدولف هتلر، ومن المفارقات أن ذلك قد تسبب بتولي قائد أكثر كفاءة لقيادة الرايخ الثالث، ما نتج عنه هيمنة البلاد وديمومتها في المسار الزمني المُعدل.

### قصص عابرة للزمن
طُوّرت الصيغة «العابرة للزمن» أوصيغة «الأكوان المتعددة» للروائي هربرت جورج ويلز بشكل كامل من قبل موراي لينستر في قصته القصيرة «بجانب الوقت» المنشورة في 1934، التي تحكي عن تبادل أماكن من سطح الأرض مع نظرائها في مسارات زمنية بديلة.
استخدم فريدريك براون هذا القسم الفرعي للسخرية من قصص الخيال العلمي المصورة ومن قرائها المراهقين—ومخاوف الغزو الخارجي— في روايته يا له من عالم مجنون (1949). ينتهي المطاف ببطل رواية حلقة حول الشمس، للروائي كليفورد سيماك، في أرض بديلة محتوية على غابات كثيفة لم تتطور فيها الإنسانية مطلقًا ما عدا مجموعة من المتحولين الذين أسسوا مستعمرة لهم. يبدو أن القصة تؤطر مخاوف المؤلف في ما يخص المكارثية والحرب الباردة.

## وصلات خارجية
- AlternateHistory.com—The largest English-language Alternate History community on the Internet.
- Counter-Factual.net—site dedicated to alternate history as well as other topics, such as science fiction and creative writing.
- Changing The Times, is an Alternate History Electronic Magazine written and maintained by alternate historians. It contains a discussion board.
- "For Want of a Genre", article by Christopher M. Cevasco.